# Antonee Robinson
Antonee Robinson (Milton Keynes, 8 augustus 1997) is een Amerikaans-Engels voetballer die doorgaans speelt als linksback. In augustus 2020 verruilde hij Wigan Athletic voor Fulham. Robinson maakte in 2018 zijn debuut in het voetbalelftal van de Verenigde Staten.

## Clubcarrière
Robinson speelde in de jeugdopleiding van Everton, waarvoor hij in juni 2015 zijn eerste professionele contract tekende. Deze verbintenis werd een jaar later met een jaar verlengd tot medio 2017. Voordat het vernieuwde contract afliep, werd deze nog opengebroken en met twee jaar verlengd. Aan het begin van het seizoen 2017/18 huurde Bolton Wanderers hem tot januari 2018. Toen deze afliep besloten beide clubs de overeenkomst te verlengen tot het einde van het seizoen. In de zomer van 2018 verlengde Robinson zijn verbintenis bij Everton met twee jaar tot medio 2021. Hij werd direct voor één seizoen verhuurd aan Wigan Athletic. Na het seizoen 2018/19 nam deze club Robinson definitief over, voor ruim twee miljoen euro. Hij zette bij Wigan zijn handtekening onder een verbintenis voor de duur van drie seizoenen. Na een jaar bij Wigan trok Robinson voor eenzelfde bedrag naar Fulham, waar hij voor vier jaar tekende. In juli 2023 werd de verbintenis van de verdediger opengebroken en met vier seizoenen verlengd.

## Clubstatistieken
| Seizoen | Club               | Competitie     | Competitie | Competitie | Beker | Beker | Internationaal | Internationaal | Totaal | Totaal |
| Seizoen | Club               | Competitie     | Wed.       | Dlp.       | Wed.  | Dlp.  | Wed.           | Dlp.           | Wed.   | Dlp.   |
| ------- | ------------------ | -------------- | ---------- | ---------- | ----- | ----- | -------------- | -------------- | ------ | ------ |
| 2016/17 | Everton            | Premier League | 0          | 0          | 0     | 0     | —              | —              | 0      | 0      |
| 2017/18 | → Bolton Wanderers | Championship   | 30         | 0          | 4     | 0     | —              | —              | 34     | 0      |
| 2018/19 | → Wigan Athletic   | Championship   | 26         | 0          | 0     | 0     | —              | —              | 26     | 0      |
| 2019/20 | Wigan Athletic     | Championship   | 38         | 1          | 1     | 0     | —              | —              | 39     | 1      |
| 2020/21 | Fulham             | Premier League | 28         | 0          | 4     | 0     | —              | —              | 32     | 0      |
| 2021/22 | Fulham             | Championship   | 36         | 2          | 1     | 1     | —              | —              | 37     | 3      |
| 2022/23 | Fulham             | Premier League | 35         | 0          | 3     | 0     | —              | —              | 38     | 0      |
| 2023/24 | Fulham             | Premier League | 37         | 0          | 7     | 0     | —              | —              | 44     | 0      |
| 2024/25 | Fulham             | Premier League | 11         | 0          | 0     | 0     | —              | —              | 11     | 0      |
| Totaal  | Totaal             | Totaal         | 241        | 3          | 20    | 1     | 0              | 0              | 261    | 4      |

Bijgewerkt op 20 november 2024.

## Interlandcarrière
Robinson maakte zijn debuut in het voetbalelftal van de Verenigde Staten op 28 mei 2018, toen met 3–0 gewonnen werd van Bolivia door doelpunten van Walker Zimmerman, Josh Sargent en Timothy Weah. Weah scoorde na een assist van Robinson, die van interim-bondscoach Dave Sarachan als basisspeler aan het duel beginnen en het gehele duel meespeelde. De andere debutanten dit duel waren Alex Bono (Toronto), Erik Palmer-Brown (KV Kortrijk), Sargent (Werder Bremen), Keaton Parks (Benfica) en Matthew Olosunde (Manchester United). Op 8 september 2021 speelde hij zijn vijftiende interland, een kwalificatiewedstrijd voor het WK 2022 tegen Honduras. Dat land kwam via Brayan Mora op voorsprong, maar Robinson tekende drie minuten na rust voor de gelijkmaker. Via treffers van Ricardo Pepi, Brenden Aaronson en Sebastian Lletget wonnen de Verenigde Staten uiteindelijk met 1–4.
In november 2022 werd Robinson door bondscoach Gregg Berhalter opgenomen in de selectie van de Verenigde Staten voor het WK 2022. Tijdens dit WK werden de Verenigde Staten door Nederland uitgeschakeld in de achtste finales nadat in de groepsfase gelijkgespeeld was tegen Wales en Engeland en gewonnen van Iran. Robinson kwam in alle vier duels in actie. Zijn toenmalige clubgenoten Tim Ream (eveneens Verenigde Staten), Harry Wilson, Daniel James (beiden Wales), Aleksandar Mitrović (Servië) en João Palhinha (Portugal) waren ook actief op het toernooi.
Robinson maakte in juni 2024 onderdeel uit van de selectie van Berhalter voor de Copa América 2024. De Verenigde Staten wonnen van Bolivia (2–0), waarna Panama (2–1) en Uruguay (0–1) te sterk waren. Door deze nederlagen betekende de groepsfase het eindstation. Robinson speelde in alle groepsduels mee. Zijn toenmalige clubgenoten Luc de Fougerolles (Canada), Bobby Decordova-Reid (Jamaica), Tim Ream (eveneens Verenigde Staten) en Andreas Pereira (Brazilië) waren ook actief op het toernooi.
| Interlands van Antonee Robinson voor Verenigde Staten | Interlands van Antonee Robinson voor Verenigde Staten | Interlands van Antonee Robinson voor Verenigde Staten | Interlands van Antonee Robinson voor Verenigde Staten | Interlands van Antonee Robinson voor Verenigde Staten | Interlands van Antonee Robinson voor Verenigde Staten | Interlands van Antonee Robinson voor Verenigde Staten |
| №                                                     | Datum                                                 | Wedstrijd                                             | Uitslag                                               | Competitie                                            | Goals                                                 |                                                       |
| Als speler bij Bolton Wanderers                       | Als speler bij Bolton Wanderers                       | Als speler bij Bolton Wanderers                       | Als speler bij Bolton Wanderers                       | Als speler bij Bolton Wanderers                       | Als speler bij Bolton Wanderers                       | Als speler bij Bolton Wanderers                       |
| ----------------------------------------------------- | ----------------------------------------------------- | ----------------------------------------------------- | ----------------------------------------------------- | ----------------------------------------------------- | ----------------------------------------------------- | ----------------------------------------------------- |
| 1                                                     | 28 mei 2018                                           | Verenigde Staten – Bolivia                            | 3 – 0                                                 | Vriendschappelijk                                     |                                                       |                                                       |
| 2                                                     | 9 juni 2018                                           | Frankrijk – Verenigde Staten                          | 1 – 1                                                 | Vriendschappelijk                                     |                                                       |                                                       |
| Als speler bij Wigan Athletic                         |                                                       |                                                       |                                                       |                                                       |                                                       |                                                       |
| 3                                                     | 7 september 2018                                      | Verenigde Staten – Brazilië                           | 0 – 2                                                 | Vriendschappelijk                                     |                                                       |                                                       |
| 4                                                     | 11 september 2018                                     | Verenigde Staten – Mexico                             | 1 – 0                                                 | Vriendschappelijk                                     |                                                       |                                                       |
| 5                                                     | 11 oktober 2018                                       | Verenigde Staten – Colombia                           | 2 – 4                                                 | Vriendschappelijk                                     |                                                       |                                                       |
| 6                                                     | 16 oktober 2018                                       | Verenigde Staten – Peru                               | 1 – 1                                                 | Vriendschappelijk                                     |                                                       |                                                       |
| 7                                                     | 5 juni 2019                                           | Verenigde Staten – Jamaica                            | 0 – 1                                                 | Vriendschappelijk                                     |                                                       |                                                       |
| Als speler bij Fulham                                 |                                                       |                                                       |                                                       |                                                       |                                                       |                                                       |
| 8                                                     | 12 november 2020                                      | Wales – Verenigde Staten                              | 0 – 0                                                 | Vriendschappelijk                                     |                                                       |                                                       |
| 9                                                     | 25 maart 2021                                         | Verenigde Staten – Jamaica                            | 4 – 1                                                 | Vriendschappelijk                                     |                                                       |                                                       |
| 10                                                    | 28 maart 2021                                         | Noord-Ierland – Verenigde Staten                      | 1 – 2                                                 | Vriendschappelijk                                     |                                                       |                                                       |
| 11                                                    | 3 juni 2021                                           | Verenigde Staten – Honduras                           | 1 – 0                                                 | Nations League 2019/20                                |                                                       |                                                       |
| 12                                                    | 9 juni 2021                                           | Verenigde Staten – Costa Rica                         | 4 – 0                                                 | Vriendschappelijk                                     |                                                       |                                                       |
| 13                                                    | 2 september 2021                                      | El Salvador – Verenigde Staten                        | 0 – 0                                                 | WK 2022 kwalificatie                                  |                                                       |                                                       |
| 14                                                    | 5 september 2021                                      | Verenigde Staten – Canada                             | 1 – 1                                                 | WK 2022 kwalificatie                                  |                                                       |                                                       |
| 15                                                    | 8 september 2021                                      | Honduras – Verenigde Staten                           | 1 – 4                                                 | WK 2022 kwalificatie                                  | 48'                                                   |                                                       |
| 16                                                    | 7 oktober 2021                                        | Verenigde Staten – Jamaica                            | 2 – 0                                                 | WK 2022 kwalificatie                                  |                                                       |                                                       |
| 17                                                    | 13 oktober 2021                                       | Verenigde Staten – Costa Rica                         | 2 – 1                                                 | WK 2022 kwalificatie                                  |                                                       |                                                       |
| 18                                                    | 12 november 2021                                      | Verenigde Staten – Mexico                             | 2 – 0                                                 | WK 2022 kwalificatie                                  |                                                       |                                                       |
| 19                                                    | 16 november 2021                                      | Jamaica – Verenigde Staten                            | 1 – 1                                                 | WK 2022 kwalificatie                                  |                                                       |                                                       |
| 20                                                    | 27 januari 2022                                       | Verenigde Staten – El Salvador                        | 1 – 0                                                 | WK 2022 kwalificatie                                  | 52'                                                   |                                                       |
| 21                                                    | 30 januari 2022                                       | Canada – Verenigde Staten                             | 2 – 0                                                 | WK 2022 kwalificatie                                  |                                                       |                                                       |
| 22                                                    | 2 februari 2022                                       | Verenigde Staten – Honduras                           | 3 – 0                                                 | WK 2022 kwalificatie                                  |                                                       |                                                       |
| 23                                                    | 24 maart 2022                                         | Mexico – Verenigde Staten                             | 0 – 0                                                 | WK 2022 kwalificatie                                  |                                                       |                                                       |
| 24                                                    | 27 maart 2022                                         | Verenigde Staten – Panama                             | 5 – 1                                                 | WK 2022 kwalificatie                                  |                                                       |                                                       |
| 25                                                    | 30 maart 2022                                         | Costa Rica – Verenigde Staten                         | 2 – 0                                                 | WK 2022 kwalificatie                                  |                                                       |                                                       |
| 26                                                    | 1 juni 2022                                           | Verenigde Staten – Marokko                            | 3 – 0                                                 | Vriendschappelijk                                     |                                                       |                                                       |
| 27                                                    | 5 juni 2022                                           | Verenigde Staten – Uruguay                            | 0 – 0                                                 | Vriendschappelijk                                     |                                                       |                                                       |
| 28                                                    | 10 juni 2022                                          | Verenigde Staten – Grenada                            | 5 – 0                                                 | Nations League 2022/23                                |                                                       |                                                       |
| 29                                                    | 14 juni 2022                                          | El Salvador – Verenigde Staten                        | 1 – 1                                                 | Nations League 2022/23                                |                                                       |                                                       |
| 30                                                    | 21 november 2022                                      | Verenigde Staten – Wales                              | 1 – 1                                                 | WK 2022                                               |                                                       |                                                       |
| 31                                                    | 25 november 2022                                      | Engeland – Verenigde Staten                           | 0 – 0                                                 | WK 2022                                               |                                                       |                                                       |
| 32                                                    | 29 november 2022                                      | Iran – Verenigde Staten                               | 0 – 1                                                 | WK 2022                                               |                                                       |                                                       |
| 33                                                    | 3 december 2022                                       | Nederland – Verenigde Staten                          | 3 – 1                                                 | WK 2022                                               |                                                       |                                                       |
| 34                                                    | 27 maart 2023                                         | Verenigde Staten – El Salvador                        | 1 – 0                                                 | Nations League 2022/23                                |                                                       |                                                       |
| 35                                                    | 15 juni 2023                                          | Verenigde Staten – Mexico                             | 3 – 0                                                 | Nations League 2023/24                                |                                                       |                                                       |
| 36                                                    | 18 juni 2023                                          | Verenigde Staten – Canada                             | 2 – 0                                                 | Nations League 2023/24                                |                                                       |                                                       |
| 37                                                    | 9 september 2023                                      | Verenigde Staten – Oezbekistan                        | 3 – 0                                                 | Vriendschappelijk                                     |                                                       |                                                       |
| 38                                                    | 16 november 2023                                      | Verenigde Staten – Trinidad en Tobago                 | 3 – 0                                                 | Nations League 2023/24                                | 86'                                                   |                                                       |
| 39                                                    | 20 november 2023                                      | Trinidad en Tobago – Verenigde Staten                 | 2 – 1                                                 | Nations League 2023/24                                | 25'                                                   |                                                       |
| 40                                                    | 21 maart 2024                                         | Verenigde Staten – Jamaica                            | 3 – 1 n.v.                                            | Nations League 2023/24                                |                                                       |                                                       |
| 41                                                    | 24 maart 2024                                         | Verenigde Staten – Mexico                             | 2 – 0                                                 | Nations League 2023/24                                |                                                       |                                                       |
| 42                                                    | 8 juni 2024                                           | Verenigde Staten – Colombia                           | 1 – 5                                                 | Vriendschappelijk                                     |                                                       |                                                       |
| 43                                                    | 12 juni 2024                                          | Verenigde Staten – Brazilië                           | 1 – 1                                                 | Vriendschappelijk                                     |                                                       |                                                       |
| 44                                                    | 23 juni 2024                                          | Verenigde Staten – Bolivia                            | 2 – 0                                                 | Copa América 2024                                     |                                                       |                                                       |
| 45                                                    | 27 juni 2024                                          | Verenigde Staten – Panama                             | 1 – 2                                                 | Copa América 2024                                     |                                                       |                                                       |
| 46                                                    | 1 juli 2024                                           | Verenigde Staten – Uruguay                            | 0 – 1                                                 | Copa América 2024                                     |                                                       |                                                       |
| 47                                                    | 12 oktober 2024                                       | Verenigde Staten – Panama                             | 2 – 0                                                 | Vriendschappelijk                                     |                                                       |                                                       |
| 48                                                    | 15 oktober 2024                                       | Mexico – Verenigde Staten                             | 2 – 0                                                 | Vriendschappelijk                                     |                                                       |                                                       |
| 49                                                    | 14 november 2024                                      | Jamaica – Verenigde Staten                            | 0 – 1                                                 | Nations League 2024/25                                |                                                       |                                                       |

Bijgewerkt op 20 november 2024.

## Erelijst
| Competitie              |        |                           |        |        |
| Competitie              | Aantal | Jaren                     |        |        |
| Fulham                  | Fulham | Fulham                    | Fulham | Fulham |
| ----------------------- | ------ | ------------------------- | ------ | ------ |
| Championship            | 1      | 2021/22                   |        |        |
| Verenigde Staten        |        |                           |        |        |
| CONCACAF Nations League | 3      | 2019/20, 2022/23, 2023/24 |        |        |